# Decumaria
Decumaria é um género botânico pertencente à família Hydrangeaceae.